# Episodi di Divorce (terza stagione)
La terza e ultima stagione della serie televisiva Divorce, composta da 6 episodi, è stata trasmessa negli Stati Uniti per la prima volta dall'emittente HBO dal 1º luglio al 5 agosto 2019.
In Italia, la stagione è andata in onda in prima visione sul canale satellitare Sky Atlantic dal 13 al 27 novembre 2019.
| nº | Titolo originale | Titolo italiano                 | Prima TV USA   | Prima TV Italia  |
| -- | ---------------- | ------------------------------- | -------------- | ---------------- |
| 1  | Charred          | Cambiamenti                     | 1º luglio 2019 | 13 novembre 2019 |
| 2  | Miami            | Miami                           | 8 luglio 2019  | 13 novembre 2019 |
| 3  | Gaps & Bunches   | Si può dire molto anche tacendo | 15 luglio 2019 | 20 novembre 2019 |
| 4  | Bad Manners      | Cattive maniere                 | 22 luglio 2019 | 20 novembre 2019 |
| 5  | Away Games       | La trasferta                    | 29 luglio 2019 | 27 novembre 2019 |
| 6  | Knock Knock      | Svolte impreviste               | 5 agosto 2019  | 27 novembre 2019 |